# 張家駿
張家駿，河南林縣人。清朝政治人物、進士出身。

## 生平
光緒二十九年（1903年），中式癸卯科二甲進士。同年闰五月，改翰林院庶吉士，散館授翰林院編修。後任法部參事。